# 1995-2015 Funk Made in Italy
1995-2015 Funk Made in Italy è la terza raccolta del gruppo musicale italiano Ridillo, pubblicata nel 2015.

## Descrizione
I Ridillo festeggiano i 20 anni dall'uscita del loro primo disco, il CD singolo Cartoline del 1995, con un cofanetto di tre CD: uno di inediti, con anche demo, remix, rarità live e curiosità; uno con la ristampa del loro primo album Ridillo; uno con la ristampa del secondo album Ridillove. L'edizione in CD rispetto alla versione digitale omette quattro brevi interludi parlati tratti dai filmati di presentazione del progetto di Musicraiser con il quale è stata finanziata la realizzazione del box. Il ballo della mosca cieca su Ridillo è in una versione diversa rispetto a quella uscita sull'edizione originale dell'album del 1996: si tratta della primissima versione, quella presente sul CD singolo Cartoline. Ballo bello non è più una ghost track in coda a Mifastarbene, come sul CD originale di Ridillove, ma una traccia a sé stante. L'edizione digitale del cofanetto è stata tolta dagli store on-line quando Ridillo e Ridillove sono stati resi disponibili separatamente e autonomamente per il download. I brani principali del CD di inediti, ovvero i due singoli Everybody Funky e Ho (Voce del verbo avere), sono stati successivamente inclusi in Pronti, Funky, Via!

## Tracce

### CD
CD 1 – 1995-2015 Funk Made in Italy
1. Ricreazione – 3:24
2. Ho (Voce del verbo avere) – 4:00
3. Everybody Funky – 3:08
4. Quanti anni hai (Tanti auguri a noi) – 3:49
5. Festa in 3 (for Coca Cola Party) – 0:44
6. Il poeta si diverte (demo) – 5:31
7. Mangio amore (demo) – 4:02
8. Ho la voce – 0:50
9. Mondo nuovo (acid jazz version) – 6:10
10. Figli di una buona stella (Tanti baci '97 version) – 3:35
11. Ay caramba (live allo Spirity Club 1997) – 11:09
12. Cartoline (live al Nain di Modena 9-2-1995) – 4:48
13. New world – 4:04
14. Arrivedorci – 0:34
15. Ricreation – 4:36

CD 2 – Ridillo
1. Benvenuti – 2:01
2. MondoNuovo – 3:58
3. Festa in 2 – 4:30
4. Pace & amore – 5:10
5. Ridillo iu uh – 0:03
6. Sessonestissimo – 4:13
7. Nel 1912... – 0:27
8. Il poeta si diverte – 4:22
9. Chieche – 5:00
10. Petting – 0:20
11. Arrivano i nostri (Sarà quel che sarà) – 4:27
12. Vibrazione – 0:13
13. Funk lab – 4:38
14. Bella ciao – 4:57
15. Il ballo della mosca cieca - versione originale – 3:53
16. 3 Pistoni – 0:09
17. Henry Cocomerì – 3:45
18. Bentornati – 2:30
19. Ay caramba – 5:00
20. Cartoline (jazz) – 2:11

CD 3 – Ridillove
1. Ridillove – 3:03
2. Siamo nel 2000 – 4:36
3. Mangio amore – 4:10
4. 6 tu che sogni – 4:58
5. Figli di una buona stella (+ intro) – 5:04
6. 5 contro 1 – 4:44
7. Piango ridendo – 2:37
8. L'ira di Dio – 4:51
9. Ridirò – 1:38
10. Legalizza la felicità (#1) – 2:24
11. Legalizza la felicità (#2)
12. Aroma funky – 4:22
13. La razza – 4:50
14. Mifastarebene – 1:32
15. Ballo bello – 3:56

### Download digitale
1. Ricreazione – 3:24
2. Ho (Voce del verbo avere) – 4:00
3. Everybody Funky – 3:08
4. 1 2 3 prova – 0:22
5. Quanti anni hai (Tanti auguri a noi) – 3:49
6. Festa in 3 (for Coca Cola Party) – 0:44
7. Il poeta si diverte (demo) – 5:31
8. Atzenagran – 0:24
9. Mangio amore (demo) – 4:02
10. Ho la voce – 0:50
11. Mondo nuovo (acid jazz version) – 6:10
12. Snoopy – 0:20
13. Figli di una buona stella (Tanti baci '97 version) – 3:35
14. Ay caramba (live allo Spirity Club 1997) – 11:09
15. Cartoline (live al Nain di Modena 9-2-1995) – 4:48
16. Funkyreggae – 0:21
17. New world – 4:04
18. Arrivedorci – 0:34
19. Ricreation – 4:36
20. Benvenuti – 2:01
21. MondoNuovo – 3:58
22. Festa in 2 – 4:30
23. Pace & amore – 5:10
24. Ridillo iu uh – 0:03
25. Sessonestissimo – 4:13
26. Nel 1912... – 0:27
27. Il poeta si diverte – 4:22
28. Chieche – 5:00
29. Petting – 0:20
30. Arrivano i nostri (Sarà quel che sarà) – 4:27
31. Vibrazione – 0:13
32. Funk lab – 4:38
33. Bella ciao – 4:57
34. Il ballo della mosca cieca - versione originale – 3:53
35. 3 Pistoni – 0:09
36. Henry Cocomerì – 3:45
37. Bentornati – 2:30
38. Ay caramba – 5:00
39. Cartoline (jazz) – 2:11
40. Ridillove – 3:03
41. Siamo nel 2000 – 4:36
42. Mangio amore – 4:10
43. 6 tu che sogni – 4:58
44. Figli di una buona stella (+ intro) – 5:04
45. 5 contro 1 – 4:44
46. Piango ridendo – 2:37
47. L'ira di Dio – 4:51
48. Ridirò – 1:38
49. Legalizza la felicità (#1) – 2:24
50. Legalizza la felicità (#2) – 3:44
51. Aroma funky – 4:22
52. La razza – 4:50
53. Mifastarebene – 1:32
54. Ballo bello – 3:56

## Formazione
- Daniele "Bengi" Benati – voce, chitarra
- Claudio Zanoni – tromba, chitarra, voce
- Alberto Benati – tastiere, voce
- Paolo D'Errico – basso, fischio, voce
- Renzo Finardi – batteria, percussioni, voce